# Liste der Biografien/Schmidt, K
Liste der Biografien |
Portal Biografien |
K Personensuche
# |
A |
B |
C |
D |
E |
F |
G |
H |
I |
J |
K |
L |
M |
N |
O |
P |
Q |
R |
S |
T |
U |
V |
W |
X |
Y |
Z |
?
 
Sa |
Sb |
Sc |
Sd |
Se |
Sf |
Sg |
Sh |
Si |
Sj |
Sk |
Sl |
Sm |
Sn |
So |
Sp |
Sq |
Sr |
Ss |
St |
Su |
Sv |
Sw |
Sy |
Sz
 
Sca–Sce |
Sch |
Sci–Scz
 
Scha |
Schc |
Schd |
Sche |
Schg |
Schi |
Schj |
Schk |
Schl |
Schm |
Schn |
Scho |
Schp |
Schr |
Schs |
Scht |
Schu |
Schv |
Schw |
Schy
 
Schma |
Schme |
Schmi |
Schmo |
Schmu |
Schmy
 
Schmic |
Schmid |
Schmie |
Schmig |
Schmik |
Schmil |
Schmin |
Schmir |
Schmis |
Schmit
 
Schmida |
Schmidb |
Schmide |
Schmidf |
Schmidg |
Schmidh |
Schmidi |
Schmidj |
Schmidk |
Schmidl |
Schmidm |
Schmidp |
Schmidr |
Schmids |
Schmidt |
Schmid, A |
Schmid, B |
Schmid, C |
Schmid, D |
Schmid, E |
Schmid, F |
Schmid, G |
Schmid, H |
Schmid, I |
Schmid, J |
Schmid, K |
Schmid, L |
Schmid, M |
Schmid, N |
Schmid, O |
Schmid, P |
Schmid, R |
Schmid, S |
Schmid, T |
Schmid, U |
Schmid, V |
Schmid, W |
Schmid, Y
 
Schmidt, A |
Schmidt, B |
Schmidt, C |
Schmidt, D |
Schmidt, E |
Schmidt, F |
Schmidt, G |
Schmidt, H |
Schmidt, I |
Schmidt, J |
Schmidt, K |
Schmidt, L |
Schmidt, M |
Schmidt, N |
Schmidt, O |
Schmidt, P |
Schmidt, R |
Schmidt, S |
Schmidt, T |
Schmidt, U |
Schmidt, V |
Schmidt, W |
Schmidt, Y |
Schmidtb |
Schmidtc |
Schmidte |
Schmidtg |
Schmidth |
Schmidti |
Schmidtk |
Schmidtl |
Schmidtm |
Schmidtn |
Schmidts
Die Liste der Biografien führt alle Personen auf, die in der deutschsprachigen Wikipedia einen Artikel haben. Dieses ist eine Teilliste mit 95 Einträgen von Personen, deren Namen mit den Buchstaben „Schmidt, K“ beginnt.

## Schmidt, K

### Schmidt, Ka
- Schmidt, KaPe (* 1966), deutscher Fotograf und Kameramann
- Schmidt, Karin (1939–1997), deutsche Politikerin (CDU), MdL
- Schmidt, Karin (* 1955), deutsche Politikerin (PDS, Die Linke), MdL
- Schmidt, Karl (1834–1909), deutscher Unternehmer und Fahrzeughersteller
- Schmidt, Karl (1836–1894), deutscher Rechtshistoriker
- Schmidt, Karl (1846–1928), bessarabischer Politiker, Bürgermeister von Chisinau (1877–1903)
- Schmidt, Karl (1846–1908), deutscher Brauereibesitzer und Politiker, MdR
- Schmidt, Karl (1853–1922), deutscher Volkskundler, Architekt und sächsischer BaubeamterKarl Schmidt (1853–1922)

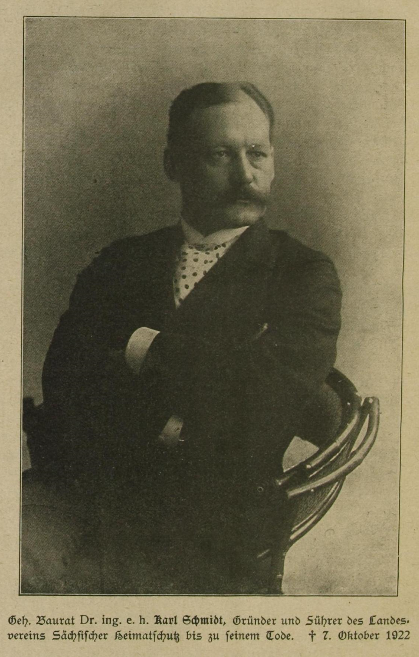
Karl Schmidt (1853–1922)

- Schmidt, Karl (1862–1946), deutscher Physiker
- Schmidt, Karl (1866–1927), deutscher Seilermeister und Politiker
- Schmidt, Karl (1875–1941), Wehrwirtschaftsführer
- Schmidt, Karl (1885–1986), deutscher Bürgermeister und Mitglied des Provinziallandtages der Provinz Hessen-Nassau
- Schmidt, Karl (1898–1969), deutscher Verwaltungsjurist und Regierungspräsident
- Schmidt, Karl (1898–1972), deutscher Bundesrichter am Bundesverwaltungsgericht
- Schmidt, Karl (1899–1980), deutscher Ophthalmologe in Bonn und Straßburg
- Schmidt, Karl (1902–1945), deutscher Widerstandskämpfer gegen den Nationalsozialismus
- Schmidt, Karl (1932–2018), deutscher Fußballspieler
- Schmidt, Karl (1935–2011), deutscher Fußballspieler
- Schmidt, Karl (* 1937), deutscher Politiker (CDU)
- Schmidt, Karl Alexander (1811–1865), deutscher Priester und Abgeordneter im Preußischen Abgeordnetenhaus
- Schmidt, Karl August (1830–1901), deutscher Fabrikant
- Schmidt, Karl Christian (1808–1892), deutscher Historienmaler und Porträtmaler
- Schmidt, Karl Ernst August (1799–1869), deutscher Altphilologe
- Schmidt, Karl Eugen (1866–1953), deutscher Reporter und Schriftsteller
- Schmidt, Karl Friedrich (1887–1971), deutscher Chemiker
- Schmidt, Karl Georg (1904–1940), deutscher Politiker (NSDAP), MdRKarl Georg Schmidt (1904–1940)

Karl Georg Schmidt (1904–1940)

- Schmidt, Karl Georg (1914–1987), deutscher Maler und Grafiker
- Schmidt, Karl Gerhard (* 1935), deutscher Bankier und Kunstmäzen
- Schmidt, Karl Gustav (1829–1892), Gymnasialdirektor in Halberstadt und Regionalhistoriker
- Schmidt, Karl Heinrich (1817–1882), deutscher Jurist und Politiker (NLP), MdR
- Schmidt, Karl Horst (1929–2012), deutscher Sprachwissenschaftler
- Schmidt, Karl Ludwig (1891–1956), evangelischer Theologe
- Schmidt, Karl Matthäus (* 1969), deutscher Bankier
- Schmidt, Karl Matthias (* 1970), deutscher römisch-katholischer Theologe und Neutestamentler
- Schmidt, Karl Otto (1904–1977), deutscher Esoteriker, Neugeistler und Buchautor
- Schmidt, Karl Patterson (1890–1957), US-amerikanischer Herpetologe
- Schmidt, Karl Theodor (1884–1969), deutscher Bibliothekar und Bibliotheksleiter
- Schmidt, Karl von (1773–1841), preußischer Generalleutnant
- Schmidt, Karl von (1817–1875), preußischer Generalmajor
- Schmidt, Karl Wilhelm (1802–1883), deutscher Jurist und Archivar
- Schmidt, Karl-Ernst (* 1949), deutscher Politiker (CDU)
- Schmidt, Karl-Heinrich (* 1958), deutscher Mathematiker und Professor für Elektronische Medien an der Bergischen Universität Wuppertal
- Schmidt, Karl-Heinz (* 1924), deutscher Augenarzt, Erfinder und Geldfälscher
- Schmidt, Karl-Heinz (1928–1999), deutscher Hockeyspieler
- Schmidt, Karl-Heinz (1932–2005), deutscher Astronom
- Schmidt, Karl-Heinz (* 1936), deutscher Maler und Grafiker
- Schmidt, Karl-Heinz (1938–2016), deutscher evangelischer Pfarrer und erzgebirgischer Mundartautor
- Schmidt, Karl-Heinz (1940–2020), deutscher Politiker (SPD), MdL
- Schmidt, Karl-Richard (* 1939), deutscher Schauspieler
- Schmidt, Karla (* 1974), deutsche Schriftstellerin und Literaturwissenschaftlerin
- Schmidt, Karsten (* 1939), deutscher Jurist
- Schmidt, Karsten (* 1973), deutscher Jurist, Richter am Bundesgerichtshof
- Schmidt, Katarina (* 1988), deutsche Schauspielerin
- Schmidt, Kate (* 1953), US-amerikanische Leichtathletin
- Schmidt, Katharina (* 1935), deutsche Kunsthistorikerin und Museumsdirektorin
- Schmidt, Katharina, deutsche Filmeditorin
- Schmidt, Katharina (* 1982), deutsche Schauspielerin
- Schmidt, Kathrin (* 1958), deutsche Schriftstellerin
- Schmidt, Katrin (* 1967), deutsche Badmintonspielerin
- Schmidt, Katrin (* 1986), deutsche Fußballspielerin

### Schmidt, Ke
- Schmidt, Kendall (* 1990), US-amerikanischer Schauspieler, Sänger und ProduzentKendall Schmidt (* 1990)

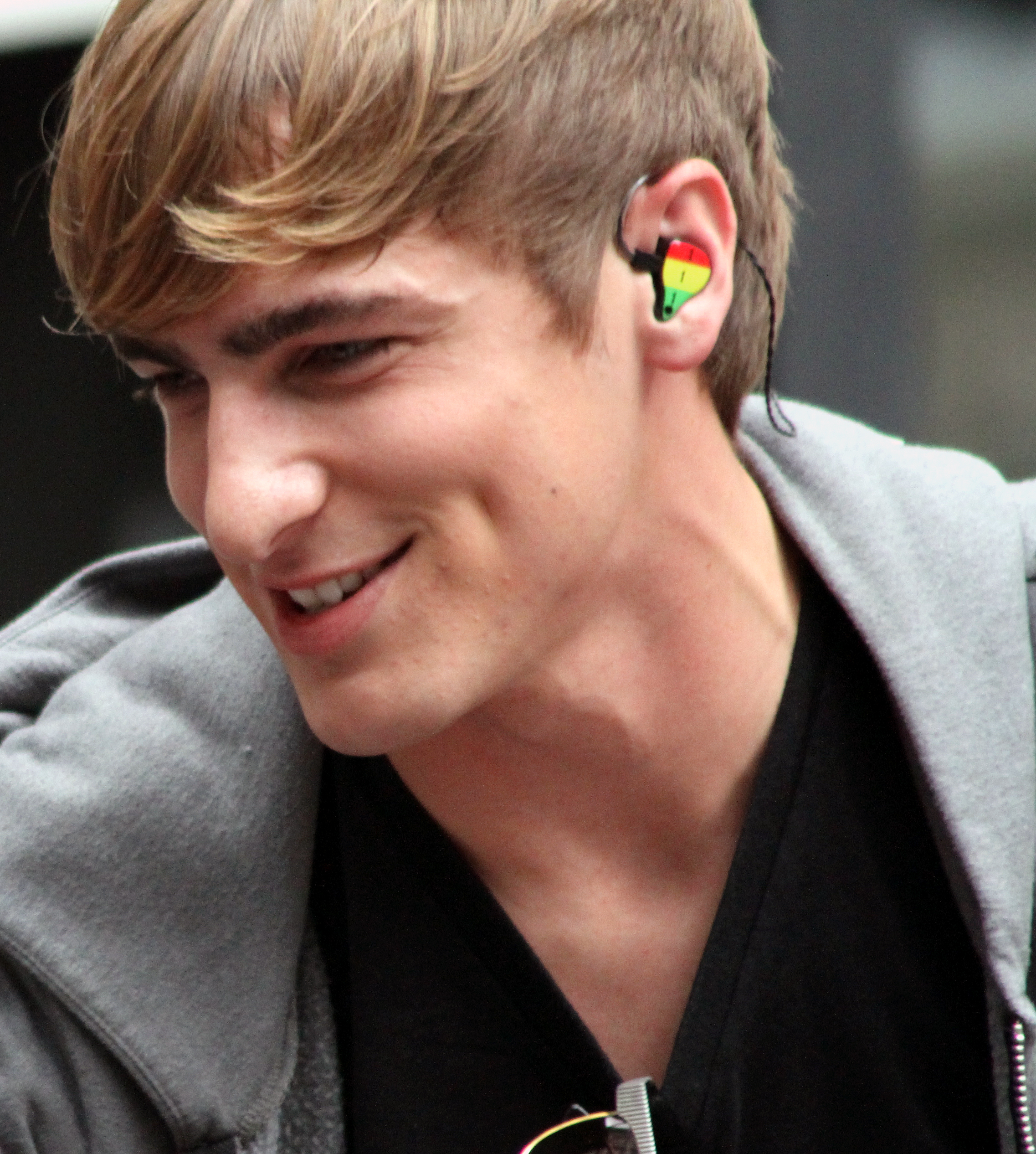
Kendall Schmidt (* 1990)

- Schmidt, Kenneth (* 2002), deutscher Fußballspieler
- Schmidt, Kenny (* 1987), deutscher Fußballspieler
- Schmidt, Kerstin (* 1971), deutsche Literatur- und Kulturwissenschaftlerin
- Schmidt, Kevin (* 1986), deutsch-kanadischer Eishockeyspieler
- Schmidt, Kevin (* 1988), deutscher Handballspieler
- Schmidt, Kevin (* 1988), US-amerikanischer Schauspieler

### Schmidt, Ki
- Schmidt, Kim (* 1965), deutscher Comiczeichner und Cartoonist

### Schmidt, Kl
- Schmidt, Klamer Eberhard Karl (1746–1824), deutscher Dichter
- Schmidt, Klaus (1928–1983), deutscher Geologe
- Schmidt, Klaus (* 1935), deutscher evangelischer Geistlicher und Sachbuchautor
- Schmidt, Klaus (* 1941), deutscher Jurist
- Schmidt, Klaus (* 1941), deutscher Fußballspieler
- Schmidt, Klaus (* 1943), österreichischer Mathematiker
- Schmidt, Klaus (1953–2014), deutscher Prähistoriker, Erforscher der anatolischen Ur- und FrühgeschichteKlaus Schmidt (1953–2014)

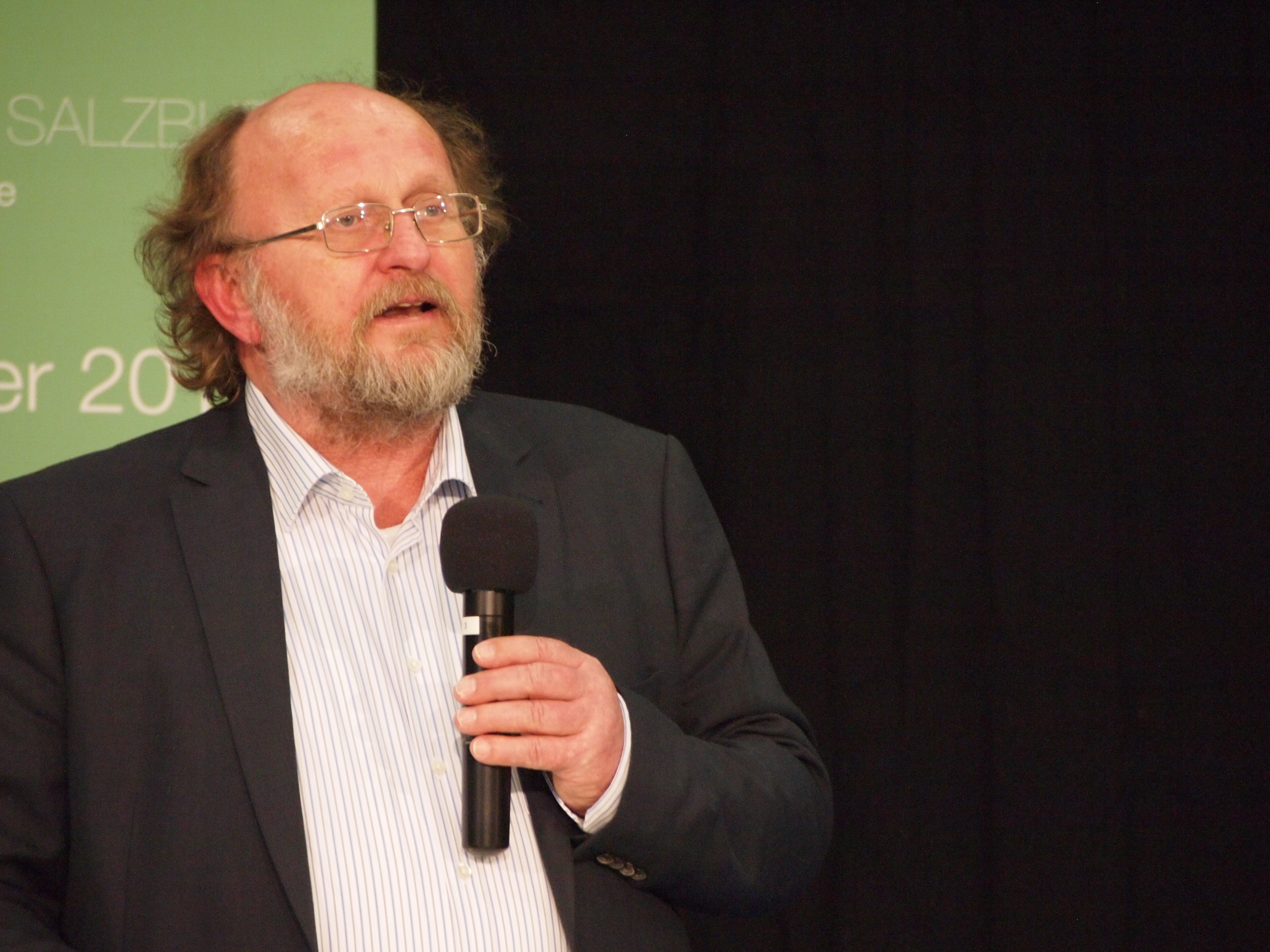
Klaus Schmidt (1953–2014)

- Schmidt, Klaus (* 1967), österreichischer Fußballtrainer
- Schmidt, Klaus Jürgen (* 1944), deutscher Rundfunk-Journalist
- Schmidt, Klaus Louis (* 1936), deutscher Rheumatologe und Hochschullehrer
- Schmidt, Klaus M. (* 1961), deutscher Wirtschaftswissenschaftler und Hochschullehrer
- Schmidt, Klaus-Dieter (* 1958), deutscher Fußballspieler
- Schmidt, Klaus-Dieter (* 1960), deutscher Fußballspieler
- Schmidt, Klaus-Jürgen (1953–2010), deutscher Politiker (Bündnis 90/Die Grünen), MdA

### Schmidt, Ko
- Schmidt, Konrad (1926–1995), deutscher Schriftsteller und Germanist in der DDR
- Schmidt, Konstantin (1817–1851), deutscher Landschafts- und Genremaler der Düsseldorfer Schule
- Schmidt, Konstantin (* 1990), deutsch-schweizerischer Eishockeyspieler
- Schmidt, Kordula (* 1958), österreichische Politikerin (SPÖ), Landtagsabgeordnete

### Schmidt, Kr
- Schmidt, Kristin (* 1983), deutsche Skispringerin
- Schmidt, Kristina (* 1968), deutsche Juristin und Richterin am Bundesarbeitsgericht

### Schmidt, Ku
- Schmidt, Kurt, deutscher Jurist und Politiker
- Schmidt, Kurt (1901–1991), deutscher Maler
- Schmidt, Kurt (1905–1938), deutscher Kommunist und Widerstandskämpfer gegen den Faschismus
- Schmidt, Kurt (1913–1947), deutscher Politiker (SPD), Mitglied der Stadtverordnetenversammlung von Groß-Berlin
- Schmidt, Kurt (1918–1989), deutscher Diplomat
- Schmidt, Kurt (1924–2008), deutscher Finanzwissenschaftler und Hochschullehrer
- Schmidt, Kurt Dietrich (1896–1964), deutscher evangelischer Theologe und Kirchenhistoriker